# يونكرز يو 352
كانت يونكرز يو 352 Herkules («Hercules» بالألمانية) طائرة نقل ألمانية في الحرب العالمية الثانية تم تطويرها من يونكرز يو 252.
خلال أواخر ربيع عام 1942، تم توجيه مكتب مشروع Junkers-Dessau من قبل وزارة طيران الرايخ (RLM) للتحقيق في إمكانية إعادة تصميم هيكل النقل Junkers Ju 252 لتحقيق أقصى استفادة من المواد غير الاستراتيجية، استبدال محركات Junkers Jumo 211 F بمحرك Ju 252 بمحركات Bramo 323 R الشعاعية. وجاءت النتيجة عن كثب التصميم الديناميكي الهوائي لطائرة Ju 252 ولكنها كانت طائرة جديدة تمامًا. كان جناح Ju 352 مشابهًا في الخطوط العريضة لجناح Ju 252 ولكن، تم تركيبه في الخلف على جسم الطائرة، كان بالكامل من البناء الخشبي. كان لدى Ju 352 أيضًا Trapoklappe مماثل ("Transportklappe"، منحدر التحميل الخلفي) لتلك الموجودة في Ju 252. سمح المنحدر بتحميل المركبات أو الشحن في عنبر الشحن أثناء حمل مستوى جسم الطائرة.

## المشغلون
تشيكوسلوفاكيا
- القوات الجوية التشيكوسلوفاكية (ما بعد الحرب)

 Germany
- لوفتفافه

 USSR
- تم تقديم طائرة واحدة من صنع Letov إلى الاتحاد السوفيتي في عام 1946.